# Лугопарк имени Гурова
Лугопарк имени Гурова (укр. Лугопарк імені Гурова) — парк в Мариуполе, основанный в начале 1980-х годов. Назван в честь его основателя — Николая Гурова.

## История
В начале 1980-х годов директор одного из комбинатов Николай Гуров основал Лугопарк на месте заброшенной пустоши, которая располагалась рядом с рекой Кальчик. В то же время был построен комбинатский ДК. От него прямо к парку построили широкую лестницу и установили цвето-музыкальный фонтан. На то время это был второй музыкальный фонтан на территории Украины. После того, как Николай Гуров умер, основанный им парк назвали в его честь. Со временем парк перешел в собственность города.
На территории комбината был построен современный парк аттракционов и оборудована набережная.
Весной 2018 года было решено начать реконструкцию парка имени Гурова с выделением 93 миллионов гривен на проведение масштабных работ. Работы планируют завершить до 10 мая 2019 года. В рамках анонсированных работ, в парке должна появиться новая лестница, более современный фонтан. Аллеи должна украсить новая плитка, а парк должны озеленить. Ели, которые растут в центре аллеи, планировали оставить. Во время проведения работ по реконструкции, старую лестницу разрушили, а фонтан — разобрали.
Работы проводятся в несколько очередей. В рамках первой очереди — озеленение парка, высадка новых деревьев и кустарников. Предполагают высадить 2552 дерева — белые, красные, магнолии, платановые, ясенелистные клены, тюльпановое дерево рай-дерево, барбарис, и в целом обновить парк на более, чем 5 тысяч зеленых насаждений.
Планируется реконструировать территорию площадью в 10 гектар. Средства на восстановление парка выделяются из городского и областного бюджетов. Планируется по максимуму сохранить те деревья, которые растут в парке.
Старое покрытие, которое сейчас есть на центральной аллее, изменят на фигурные элементы мощения разных цветов, у которых будет шероховатая поверхность. Главная центральная аллея будет сохранена от Дворца металлургов до эстрады. Установят светодиодный фонтан, проведут реконструкцию каскадного фонтана. Отремонтируют лестницу и эстраду.
На реконструкцию парка имени Гурова было выделено около 40 миллионов гривен из областного экологического фонда.
Анонсировано, что после завершения реставрационных работ, парк имени Гурова станет самым большим местом отдыха в городе Мариуполе.